# Fabrizio Camilli
Fabrizio Romano Camilli (Roma, 18 novembre 1955) è un politico e imprenditore italiano.
Nel corso della sua carriera politica è stato assessore ai trasporti, vie di comunicazione e demanio marittimo della Regione Puglia, Presidente del comitato regionale Protezione civile e componente della Commissione regionale antimafia.

## Biografia

### Impegno politico-sociale
Dopo la formazione scolastica salesiana avvenuta a Roma presso l'Istituto SS. Madre Ausiliatrice e a Livorno presso la Diocesi, si trasferisce con la famiglia in Puglia dove frequenta l'ultimo anno del liceo scientifico “Enrico Fermi” di Bari diplomandosi. Sempre a Bari, inizia il suo percorso universitario, e dopo un breve periodo presso l'Università di Pavia, ritorna nel capoluogo pugliese dove consegue la Laurea in Giurisprudenza.
Nel 1994 inizia la sua carriera politica, nelle file di Forza Italia. Nel 1995 viene eletto consigliere Regionale in Puglia e poi nel 1996, dopo aver presieduto la Commissione lavoro e formazione professionale, viene nominato Assessore Regionale ai trasporti, vie di comunicazione e demanio marittimo nella giunta presieduta dal Professore Salvatore Distaso. Nel 1999 è candidato alle elezioni suppletive per il Polo nel collegio senatoriale di Lecce, venendo però sconfitto dal candidato dell'Ulivo Alberto Maritati.
Dal 1996 al 2020 riveste la carica di Presidente dell'Associazione Politico-Culturale “Salento Europa”. Il suo impegno è volto anche nel campo sociale, dove dal 2001 al 2005 viene nominato Presidente del comitato Regionale Protezione Civile affrontando situazioni di emergenza come il terremoto che ebbe epicentro in San Giuliano di Puglia, colpendo anche i comuni Pugliesi di Casalnuovo Monterotaro e Carlantino. Nello stesso periodo è nominato componente della commissione antimafia della Regione Puglia.
È stato inoltre presidente regionale pugliese di Assopetroli dal 2002 al 2005.
Da Febbraio 2008 appartenente al Corpo Militare Speciale Ausiliario E.I. - Sovrano Militare Ordine di Malta - con il grado di Ufficiale  (Tenente C.do) e tutt'ora in servizio.
Nel 2015 è stato candidato nella lista di Forza Italia alle elezioni del Consiglio Regionale della Puglia per il collegio di Lecce, non venendo tuttavia eletto.
Il 1 febbraio 2018 è arrestato e posto agli arresti domiciliari Nell'ambito dell'inchiesta della Procura di Bari sul dissesto delle Ferrovie del Sud Est. É rinviato a giudizio insieme ad altri 14 imputati che a vario titolo devono rispondere di concorso esterno in bancarotta fraudolenta, dissipazione e distrazione di fondi della Società tra il 2001 e il 2015 per 230 milioni di euro. I domiciliari saranno poi revocati nell'ottobre dello stesso anno. Processo in corso sia presso il Tribunale Penale che presso quello Civile, ambedue in Bari. In sede civile ha ottenuto ampia soddisfazione con piena ragione anche se la controparte ha comunque proposto appello il cui esito è stato rinviato ad Aprile 2025. In sede penale, dopo sette anni di processo presso il Tribunale di Bari, Fabrizio Camilli è stato assolto con formula piena perché il fatto non sussiste. La sentenza è stata pronunciata il giorno 1 marzo 2024.
Nella primavera 2024 è candidato alle elezioni amministrative di Lecce con a sostegno di Adriana Poli Bortone nella lista Io Sud.

### Impegno sportivo e culturale
Importante il suo impegno nello sport, nel quale primeggia l'attenzione per le attività sportive indirizzate ai diversamente abili e per i cosiddetti sport minori. Dal 1995 a tutt'oggi sostiene economicamente numerose associazioni sportive, tra le quali ben 11 squadre di pallavolo tra cui le Società del Calimera Tuglie Collepasso Presicce Trepuzzi e Tricase.
Nel 2009 è stato anche il presidente onorario della squadra Salento 12 Trepuzzi Rugby, prima squadra nella storia del rugby pugliese ad ottenere la promozione in serie B.
È stato presidente della ASD Rugby Svicat compagine salentina promossa in serie B il 19 maggio 2013 dopo aver vinto la finale con il Padua Ragusa Rugby e poi retrocessa in serie C1 élite il 3 maggio 2015. Archiviato l'11 dicembre 2015 in Internet Archive..